# Municipio de West Bradford
El municipio de West Bradford (en inglés: West Bradford Township) es un municipio ubicado en el condado de Chester en el estado estadounidense de Pensilvania. En el año 2000 tenía una población de 10 775 habitantes y una densidad poblacional de 224,1 personas por km².

## Geografía
El municipio de West Bradford se encuentra ubicado en las coordenadas 39°57′56″N 75°44′22″O / 39.96556, -75.73944.

## Demografía
Según la Oficina del Censo en 2000 los ingresos medios por hogar en la localidad eran de $79 063 y los ingresos medios por familia eran de $81 721. Los hombres tenían unos ingresos medios de $56 487 frente a los $36 507 para las mujeres. La renta per cápita de la localidad era de $30 405. Alrededor del 1,5% de la población estaba por debajo del umbral de pobreza.